# Lès

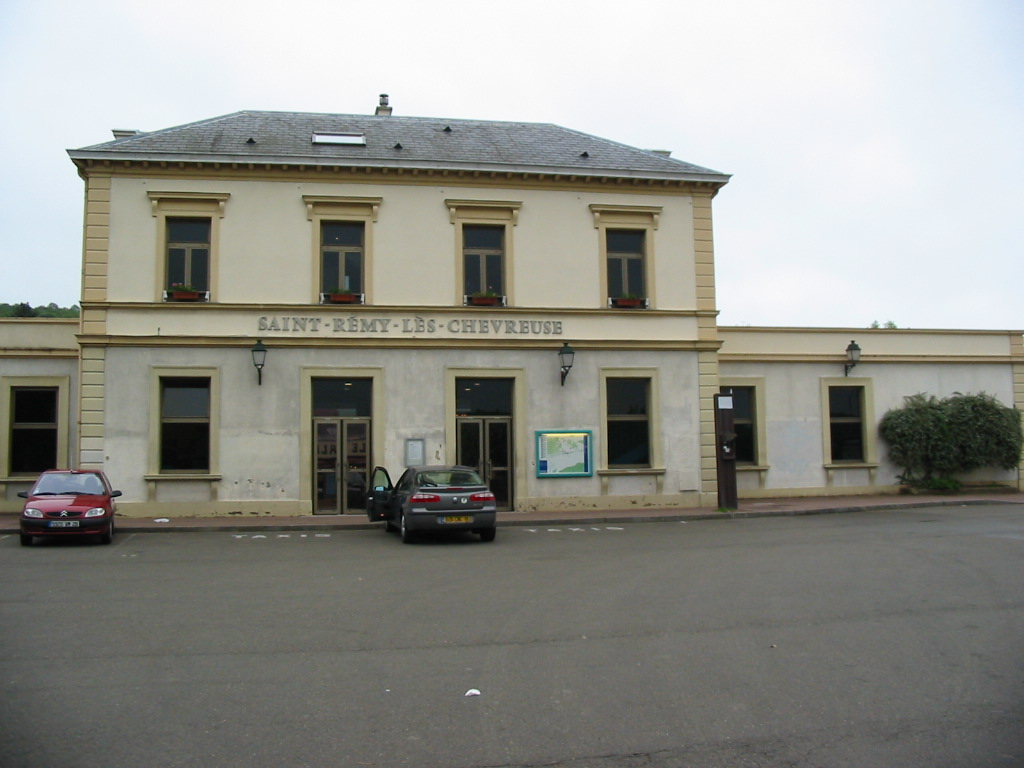
Stationsgebouw van Saint-Rémy-lès-Chevreuse, illustratie gebruik lès

Lès, ook lez, is een archaïsch Frans voorzetsel, dat tegenwoordig nog in Franstalige toponiemen voorkomt. Het betekent "bij".

## Gebruik

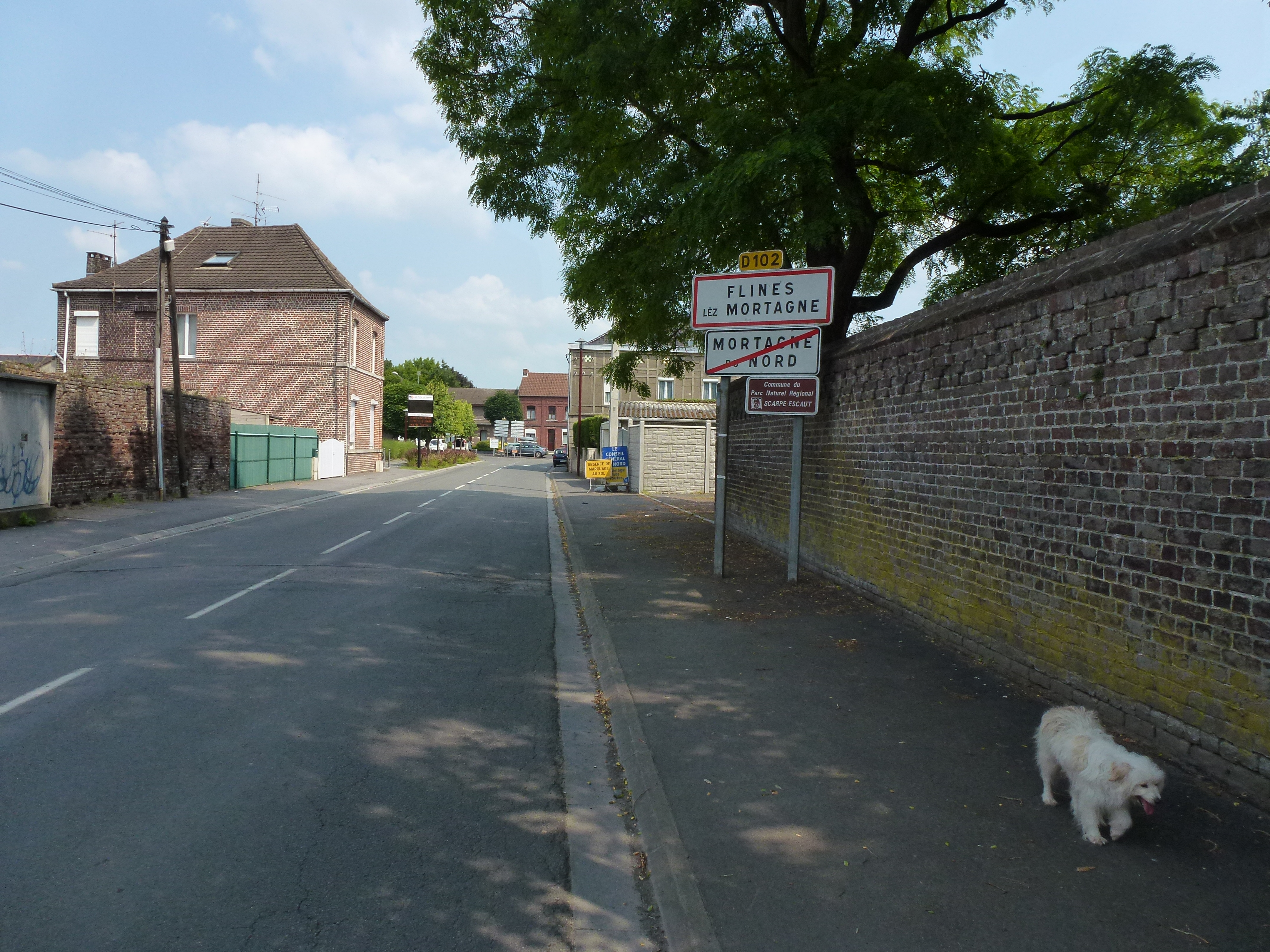
Naamborden van Flines-lès-Mortagne (spelling met lez), gelegen bij Mortagne-du-Nord

Het voorzetsel wordt gebruikt om aan te geven dat een plaats nabij een andere geografische plaats ligt, meestal een grotere of historisch belangrijkere plaats. Verschillende plaatsen met eenzelfde naam kunnen dankzij deze toevoeging onderscheiden worden. Zo liggen Nielles-lès-Calais en Nielles-lès-Ardres beide in het departement Pas-de-Calais op slechts 15 kilometer van elkaar, maar worden beide Nielles van elkaar onderscheiden door de verwijzing naar de steden waar ze slechts enkele kilometer vandaan liggen, respectievelijk Calais en Ardres.

## Etymologie en varianten
Etymologisch is het voorzetsel afkomstig van het Latijnse "latus" (zijde, kant). In sommige Franse plaatsnamen wordt de variant lez gebruikt, zoals in Auchy-lez-Orchies,  en in sommige is het accent weggelaten en schrijft men les, zoals in Chorey-les-Beaune. Voor sommige plaatsen wordt een gelijkaardige constructie gemaakt met het moderne voorzetsel près, zoals in Artigues-près-Bordeaux.

## Voorbeelden

### Lès
In Frankrijk vermeldt het INSEE officieel meer dan 500 gemeentenamen waarin het voorzetsel lès wordt gebruikt.
Enkele voorbeelden bij grote Franse steden zijn: Sainte-Foy-lès-Lyon bij Lyon; Murviel-lès-Montpellier bij Montpellier; Villeneuve-lès-Avignon, Morières-lès-Avignon en Saint-Saturnin-lès-Avignon bij Avignon; Essey-lès-Nancy, Saulxures-lès-Nancy, Vandœuvre-lès-Nancy en Villers-lès-Nancy bij Nancy; enz.

### Lez
De vorm lez komt voor in een 20-tal Franse gemeentenamen, vooral in het noorden van het land:
Auchy-lez-Orchies, Aulnoy-lez-Valenciennes, Bougy-lez-Neuville, Bruille-lez-Marchiennes, Champignol-lez-Mondeville, Flers-lez-Lille, Flines-lez-Raches, Hallennes-lez-Haubourdin, Houdain-lez-Bavay, Lambres-lez-Douai, Lez-Fontaine, Lys-lez-Lannoy, Marquette-lez-Lille, Mézières-lez-Cléry, Neuville-lez-Beaulieu, Nissan-lez-Enserune, Poilly-lez-Gien, Roche-lez-Beaupré, Sailly-lez-Cambrai, Sailly-lez-Lannoy, Saint-André-lez-Lille, Saint-Hilaire-lez-Cambrai, Saint-Nicolas-lez-Arras, Tilloy-lez-Cambrai, Tilloy-lez-Marchiennes, Villy-lez-Falaise.
Deze vorm komt ook voor in Belgische Franstalige plaatsnamen:
- Henegouwen: Boussu-lez-Walcourt, Chapelle-lez-Herlaimont, Croix-lez-Rouveroy, Ellignies-lez-Frasnes, Fayt-lez-Manage, Frasnes-lez-Anvaing, Frasnes-lez-Buissenal, Frasnes-lez-Gosselies, Gouy-lez-Piéton, Marche-lez-Écaussinnes, Mévergnies-lez-Lens, Montignies-lez-Lens, Péronnes-lez-Antoing, Péronnes-lez-Binche, Petit-Rœulx-lez-Braine, Petit-Rœulx-lez-Nivelles.
- Luik: Mons-lez-Liège, Voroux-lez-Liers
- Luxemburg: Vaux-lez-Rosières
- Namen: Frasnes-lez-Couvin
- Waals-Brabant: Sart-lez-Walhain

### Les
In sommige gemeentenamen wordt het accent niet geschreven en gebruikt men de vorm les. 
Het woord les in een gemeentenaam is echter niet altijd een voorzetsel. De vorm kan immers ook de meervoudsvorm van het bepaald lidwoord zijn, zoals in Clairvaux-les-Lacs, waarbij het achtervoegsel gewoon "de meren" betekent. Om verwarring te vermijden wijzigde de gemeente Izel-les-Hameaux in 2009 haar naam in Izel-lès-Hameau.

## Andere talen
In het Nederlands is een gelijkaardig voorzetsel bij. Het komt in België voor in een enkele plaatsnamen: Kerkom-bij-Sint-Truiden bij Sint-Truiden, Niel-bij-As bij As en Sint-Gillis-bij-Dendermonde bij Dendermonde.
In het Duits gebruikt men soms het voorzetsel bei, zoals in Bernau bei Berlin en Altdorf bei Nürnberg.
In het Tsjechisch gebruikt men u, zoals in Slavkov u Brna nabij Brno.